# Boxberg (Prackenbach)
Boxberg ist ein Gemeindeteil von Prackenbach im niederbayerischen Landkreis Regen.

## Geografie
Der Weiler liegt fast vollständig auf der Sattelfläche zwischen dem Nordhang des Bernhardsnagels und einer namenlosen Erhebung auf etwa 791 bis 793 m ü. NHN an der erschließenden Stichstraße, die von der Kreisstraße SR 38 im Nachbarlandkreis Straubing-Bogen abgeht. Eines der insgesamt fünf Wohngebäude liegt am Osthang des Bernhardsnagels auf etwa 763 m ü. NHN.

## Geschichte
In der Uraufnahme (1808–1864) wird der Ort als "Unter Bocksberg" bezeichnet und der gut 300 Meter entfernte Ort der Gemeinde Siegersdorf als "Ober Bocksberg". Im Topographisch-statistischen Handbuch des Königreichs Bayern von 1867 wird der Ort als Boxberg bezeichnet, genau so wie der Nachbarort. 1861 hatte die damalige Einöde 17 Einwohner und gehörte zur katholischen Pfarrei Rattenberg.